# Cotinga
Cotinga Brisson, 1760 è un genere di uccelli passeriformi della famiglia dei Cotingidi, diffusi nelle foreste pluviali tropicali dell'Amazzonia e dell'America centrale.

## Etimologia
Il nome scientifico riprende quello usato in lingua tupi antica, con il significato di "uccello luminoso della foresta".

## Descrizione
Le cotinga sono lunghe tra i 18 e i 22 centimetri. I maschi hanno un piumaggio molto colorato, generalmente blu con zone viola. Il piumaggio delle femmine è meno acceso: marrone, spesso con la punta delle piume di colore più chiaro, dandogli un aspetto squamato o maculato. 

## Biologia
Come gli altri uccelli della famiglia, si nutrono di insetti e frutta, generalmente sulle cime degli alberi.

## Tassonomia
Il genere cotinga è stato introdotto nel 1760 dallo zoologo francese Mathurin Jacques Brisson. La specie tipo è la cotinga pettoviola (Cotinga cotinga).
Al genere vengono ascritte sette specie:
- Cotinga amabilis (Gould, 1857) - cotinga amabile;
- Cotinga ridgwayi (Ridgway, 1887) - cotinga turchese;
- Cotinga nattererii (Boissonneau, 1840) - cotinga blu;
- Cotinga maynana (Linnaeus, 1766) - cotinga golaprugna;
- Cotinga cotinga (Linnaeus, 1766) - cotinga pettoviola;
- Cotinga maculata (P. L. Statius Müller, 1776) - cotinga fasciata;
- Cotinga cayana (Linnaeus, 1766) - cotinga picchiettata.